# 韋塞萊 (梅利托波爾區)
46°58′54″N 35°6′44″E / 46.98167°N 35.11222°E
韋塞萊（烏克蘭語：Весе́ле）是位於烏克蘭東南部的村莊，由扎波羅熱州梅利托波爾區的新烏斯佩尼夫卡市鎮負責管轄，始建於1922年，面積3.73平方公里，海拔高度77米，2001年人口575，人口密度每平方公里154人。